# 豪厄尔·科布
豪厄尔·科布（英語：Howell Cobb，1815年9月7日—1868年10月9日），美国政治家，美国民主党人，曾任美国众议院议员（1845年-1851年、1855年-1857年）、佐治亚州州长（1851年-1853年）和美国财政部长（1857年-1860年）。
| 前任： 詹姆斯·格思里 | 美国财政部长 1857年 - 1860年 | 繼任： 菲利普·弗朗西斯·托马斯   |
| 前任： 乔治·W·汤斯   | 佐治亚州州长 1851年 - 1853年 | 繼任： 赫舍尔·维斯帕西安·约翰逊 |